# Andrew Triggs Hodge
Andrew "Andy" Triggs Hodge, OBE (Aylesbury, 3 de março de 1979) é um remador britânico, tricampeão olímpico.

## Carreira
Triggs Hodge competiu nos Jogos Olímpicos de 2004, 2008, 2012 e 2016. Em sua primeira aparição, em Atenas, finalizou em nono lugar geral com equipe da Grã-Bretanha do oito com. Em Pequim 2008 e Londres 2012 integrou a equipe britânica do quatro sem, onde conquistou o bicampeonato olímpico da prova. No Rio de Janeiro, em 2016, voltou a competir no oito com e conquistou sua terceira medalha de ouro olímpica.